# Канту, Чезаре

Чезаре Амброджо Канту (итал. Cesare Ambrogio Cantù; 5 декабря 1804[…], Бривьо, Лекко — 11 марта 1895[…], Милан) — итальянский историк, писатель

 и политик.

## Биография
Чезаре Канту родился 5 декабря 1804 года в Бривьо, в Ломбардии. Он учился в Милане, в колледже Святого Александра Варнавита, и начал свою карьеру в качестве учителя.
Однако вскоре он решил попробовать свои силы на литературном поприще и быстро обратил на себя внимание стихотворениями «Algiso е la lega lombarda» (1828) и «Storia della città e degli diocesi di Como» (Комо, 1829), но особую известность приобрел очерком «La Lombardia nel secolo XVII» (Милан, 1832). За этот патриотический комментарий к «Обрученным» Манцони Канту поплатился 13-месячным тюремным заключением. Душевные муки, вынесенные им в тюрьме, Канту изобразил в историческом романе «Margherita Pusterla» (Милан, 1837); молитва, вложенная им в уста ребёнка и заканчивающаяся мольбой за отечество, сделалась в Италии народной.  
Сочинения Канту для юношества и народа выдержали десятки изданий. В 1859—1861 гг. он заседал в парламенте был директором ломбардского архива. 
Общеевропейскую известность доставила Канту его «Storia universale» (35 т., Турин, 1837 и сл.), составленная, главным образом, с помощью немецких и французских пособий и выдержавшая много изданий и в оригинале, и в переводе на многие европейские языки. Характерная черта этого обширного труда, который в одной Италии обращается в количестве, далеко превышающем полмиллиона томов, заключается в том, что автор, проникнутый глубоким уважением к католицизму, на первый план выдвигает моменты религиозные. 
Продолжением ко «Всеобщей истории» Ч. Канту служит его «Gli ultimi trenta anni, 1848—1878» (Турин, 1879; отрывок в русском переводе был издан в «Историческом вестнике», 1881 г., № 9 и 10). Во втором главном своём труде «Storia degli Italiani» (Турин, 1854), Канту проводил мысль об образовании федерации итальянских государств с Австрией и Папой римским во главе. 
Канту писал также о Байроне, Викторе Гюго, о немецкой литературе и т. п. Полное собрание его «Poesie» вышло в 1870 году во Флоренции.
Чезаре Канту скончался 11 марта 1895 года в городе Милане.
Его заслуги перед отечеством были отмечены орденом Святых Маврикия и Лазаря.
Предположительно Чезаре Канту имел двух внебрачных дочерей от своей любовницы Антониетты Беккариа Куриони де Чивати (1805–1866), жены Джулио Беккариа (1784–1858).